# Jitka Rychtaříková
Jitka Rychtaříková, rozená Zbořilová (* 22. května 1949 Zruč nad Sázavou), je česká geografka, demografka a vysokoškolská učitelka.

## Život
Narodila se v květnu 1949 ve Zruči nad Sázavou. V roce 1973 absolvovala studium geografie na Přírodovědecké fakultě Univerzity Karlovy (PřF UK) a zároveň studium francouzštiny na Filozofické fakultě Univerzity Karlovy. Od října do prosince 1973 absolvovala pracovní pobyt na Vysoké škole ekonomické v polské Poznani. V roce 1974 získala na PřF UK titul doktorky přírodních věd a v letech 1974 až 1975 působila na Ústavu výzkumu vývoje dítěte na Fakultě dětského lékařství Univerzity Karlovy. V letech 1975 až 1976 absolvovala pracovní pobyt v Paříži na demografickém institutu a v roce 1976 získala titul na Univerzitě Paříž 1 Panthéon-Sorbonne. V letech 1977 až 1980 působila na Ústavu pro péči o matku a dítě v Praze a v roce 1980 začala pracovat na PřF UK.
V roce 1982 získala titul kandidátky věd. V roce 1986 absolvovala kurz na Matematicko-fyzikální fakultě Univerzity Karlovy, v roce 1991 absolvovala zkoušku z angličtiny na Pedagogické fakultě Univerzity Karlovy a v roce 1993 se na PřF UK habilitovala. V letech 1996 až 1997 působila na Univerzitě v Jižní Karolíně a v roce 1999 na demografickém institutu v Nizozemsku. V roce 1999 se zároveň stala vedoucí Katedry demografie a demografie PřF UK a v roce 2005 byla na PřF UK jmenována profesorkou. V letech 2013 až 2016 absolvovala několik pracovních pobytů jako hostující profesorka na Univerzitě v Jižní Karolíně. Je členkou České geografické společnosti, České demografické společnosti a několika dalších zahraničních společností.
Za svou kariéru obdržela několik ocenění. V roce 1987 jí byla udělena cena rektora Univerzity Karlovy v oboru přírodních věd za učebnici s titulem Základy demografie, jíž byla spoluautorkou. V roce 1995 jí byla za pedagogickou a výzkumnou práci udělena stříbrná medaile PřF UK, v roce 2006 obdržela titul Řádu akademických palem ve Francii a v roce 2022 jí PřF UK udělila pamětní medaili.